# Хор бечких дечака
Хор бечких дечака је хор сопрана и алтова са седиштем у Бечу, Аустрији. То је један од најпознатијих дечијих хорова на свету. Деца су углавном из Аустрије, али има и из других земаља.
Чини га око 100 чланова између десет и четрнаест година старости. Дечаци су подељени у четири хора, названих по аустријским композиторима Брукнер, Хајдн, Моцарт и Шуберт који изводе укупно око 300 концерата сваке године пред готово 500 000 људи. Свака турнеја траје између девет и једанаест недеља.

## Историја
Хор је савремени наследник хорова дечака бечког двора, који датирају са краја средњег века. Хор је, из практичних разлога, основан писмом цара Максимилијана I Хабзбуршког 30. јуна 1498, којим наређује дворским званичницима да запосле учитеља певања, два баса и шест дечака. Јуриј Слаткоња је постао руководилац ансамбла. Улога хора је била да се обезбеди музичка пратња за црквене мисе. Браћа Јозеф Хајдн и Михаел Хајдн су били чланови хора Катедрале Светог Стефана. У то време хор је водио Георг Рутер II користећи га и за своје обавезе на царском двору који у то време није имао дечаке у хору.
Током векова, хор је радио са много композитора, укључујући Хајнриха Исака, Паула Хофхајмера, Јохана Фукса, Антониа Калдеру, Кристофа Вилибалда Глука, Антониа Салијерија, Волфганга Амадеуса Моцарта, Франца Шуберта и Антона Брукнера.
1920. године, након пада аустријског царства, Хофкапел (дворски оркестар) је расформиран. Међутим, црквени пастор у то време, Јозеф Шнит, тражи наставак традиције. Хор бечких дечака је званично основан 1924. године, и то је постао професионална музичка група. Хор је усвојио чувена плаво-бела морнарска одела, која је заменила царску војну униформу кадета.
Године 1961., Волт Дизни је снимио филм  Скоро Анђели, фиктивну драму о Хору бечких дечака у којем они и глуме. Филм је снимљен у Палати Аугартен. Из кинематографских разлога Дизни је убедио аустријску владу да дозволи дечацима да легално носе аустријски национални грб на грудима своје униформе. То је традиција која је настављена до данашњих дана.
Џералд Вирт je 2001. године постао уметнички директор хора. Од тада, хор се суочио са критикама својих музичких стандарда и притиском модернизације што је довело до раскида са бечком државном опером. Хор је по први пут морао да потражи полазнике након што је Јоан Холендер, управник опере основао ривалску хорску школу. Жалио се на пад стандарда и слабу комуникацију са хором. Он је рекао да је државна опера обучавала дечаке за одређене улоге у представама, да би на дан извођења сазнали да су они недоступни јер су отишли на турнеју са хором. Неке дечаке је ривалски хор привлачио опуштенијом атмосфером и плаћањем накнаде за представе. Услед тога, Хор бечких дечака је настојао да измени свој имиџ, у своја извођења укључује поп музику, мења традиционалну морнарску униформу из 1920. године и играју док певају.

## Дискографија

### Божићна музика
- Frohe Weihnachten (2015)
- Wiener Sängerknaben Goes Christmas (2003)
- Frohe Weihnacht (Merry Christmas) (1999)
- Christmas in Vienna / Heiligste Nacht (1990)
- Merry Christmas from the Vienna Choir Boys (1982)
- Christmas with the Vienna Choir Boys (with Hermann Prey)
- Christmas with the Vienna Boys' Choir, London Symphony Orchestra (1990)
- Weihnacht mit den Wiener Sängerknaben (Hans Gillesberger 1980)
- The Little Drummer Boy (TV 1968)
- Die Wiener Sängerknaben und ihre Schönsten ... (1967)
- Frohe Weihnacht (1960)
- Christmas Angels (RCA Gold Seal)
- Silent Night

### Поп музика
- I Am from Austria (2006)
- Wiener Sängerknaben Goes Pop (2002)

### Остали снимци
- Orff: Carmina Burana (with André Previn and the Vienna Philharmonic Orchestra) (1994)
- Silk Road: Songs Along the Road and Time (Music from the Motion Picture) (with Yulduz Usmanova and Nursultan Saroy) (2008)

## Истакнути композитори
- Јохан Себастијан Бах
- Лудвиг ван Бетовен
- Хенрик Игнац Франц Бибер
- Бенџамин Бритн
- Антон Брукнер
- Антонио Калдера
- Георг Фридрих Хендл
- Јозеф Хајдн
- Волфганг Амадеус Моцарт
- Франц Шуберт
- Саломон Салцер